# نحلة (بعلبك)
نحله هي بلدة اللبنانية من قرى قضاء بعلبك في محافظة بعلبك الهرمل.

## جغرافية البلدة
يحد بلدة نحلة من الغرب مدينة بعلبك وبلدة مقنة ومن الجنوب مدينة بعلبك ويحدها من الشمال بلدة يونين